# Lucjusz Cecyliusz Metellus Denter
Lucius Caecilius Metellus Denter (ur. ok. 290 p.n.e., zm. 221 p.n.e.) – rzymski konsul, który w roku 252 p.n.e. odniósł zwycięstwo nad Kartagińczykami w bitwie pod Panormos.

## Życiorys
Członek wpływowego plebejskiego rodu rzymskiego Cecyliuszy, syn Lucjusza Cecyliusza Metellusa Dentera, konsula w 284 p.n.e. Dwukrotny Konsul w 251  i 247 p.n.e. ; dowódca jazdy (magister equitum) w 249 p.n.e. , Pontifex Maximus w latach 243–221 p.n.e., dyktator w 224 p.n.e. 
Jeden z dowódców rzymskich w czasie I wojny punickiej. Jako prokonsul w 250 p.n.e. odniósł zwycięstwo nad Kartagińczykami dowodzonymi przez Hazdrubala syna Hannona w bitwie pod Panormus (dzisiejsze Palermo). Dzięki umiejętnie zastosowanej taktyce korpus słoni został zepchnięty na własne szeregi kartagińskie, co zdecydowało o porażce Kartagińczyków. Po bitwie wszystkie te słonie na polecenie Metellusa zostały schwytane. Ponieważ Cecyliuszowi Metellusowi brakowało okrętów, by przewieźć na nich słonie, połączył ze sobą beczki, pokrył je podłogą z desek i tak przetransportował zwierzęta przez Cieśninę Sycylijską. Słonie zostały później pokazane mieszkańcom Rzymu w czasie triumfu przyznanego Metellusowi za to zwycięstwo. Na specjalnych podestach zaprezentowano wtedy 142 słonie, potem zagnano je do cyrku i tam zabito. Od tej pory wizerunek słonia stał się w rodzinie Cecyliuszy Metellów jakby herbem. Często umieszczany na monetach bitych w czasie, gdy członkowie tej rodziny sprawowali nadzór nad mennicą.
W 243 p.n.e. został wybrany na najwyższego kapłana(Pontifex Maximus) i sprawował ten urząd 22 lata. W 242 p.n.e. jako najwyższy kapłan nie pozwolił konsulowi Aulusowi Postumiuszowi opuść Rzym i wyruszyć na Sycylię na wojnę, gdyż ten był jednocześnie kapłanem Marsa (flamen martialis) i jako taki zobowiązany do czynności kultowych.
W 241 p.n.e. w czasie pożaru świątyni Westy rzucił się w środek płomieni i uratował Palladion tracąc przy tym wzrok; lud rzymski przyznał mu za ten czyn przywilej dojeżdżania na rydwanie do siedziby senatu na jego obrady. W 224 p.n.e. powołany został na dyktatora dla zwołania Komicji centurialnych i przeprowadzenia wyborów .
Cyceron pisze, że do schyłku życia cieszył się takim wigorem, że nie tęsknił za młodością.